# Gasparilla Bowl 2024
Match précédent Match suivant
Le Gasparilla Bowl 2024 est un match de football américain de niveau universitaire joué après la saison régulière de 2024, le 2024 au Raymond James Stadium situé à Tampa dans l'État de Floride aux États-Unis.
Il s'agit de la 16e édition du Gasparilla Bowl.
Le match met en présence l'équipe des Green Wave de Tulane issue de l'American Athletic Conference (AAC) et l'équipe des Gators de la Floride issue de la Southeastern Conference (SEC).
Il débute vers 15 h 30 locales et est retransmis à la télévision par ESPN.
Sponsorisé par la société Union Home Mortage (en), le match est officiellement dénommé le 2024 Union Home Mortage Gasparilla Bowl.
Florida remporte le match sur le score de 33 à 8.

## Présentation du match
Il s'agit de la 22e rencontre entre les deux équipes, Florida menant la statistique avec 13 victoires pour 6 à Tulane et 2 nuls. Leur dernière rencontre date de la saison 1984.
| Équipes                          | Couleurs | Conférences | Entraîneurs                   | Stats. saison rég. | Classements avant le bowl | Classements avant le bowl | Classements avant le bowl |
| -------------------------------- | -------- | ----------- | ----------------------------- | ------------------ | ------------------------- | ------------------------- | ------------------------- |
| Équipes                          | Couleurs | Conférences | Entraîneurs                   | Stats. saison rég. | CFP                       | AP                        | Coaches                   |
| Green Wave de Tulane             |          | AAC         | Jon Sumrall (en) (1re saison) | 9 -4               | NC                        | NC                        | NC                        |
| Gators de la Floride             |          | SEC         | Billy Napier (en) (3e saison) | 7 - 5              | NC                        | NC                        | NC                        |
| - Arbitre : Matt Packowski (MAC) |          |             |                               |                    |                           |                           |                           |

### Green Wave de Tulane
Avec un bilan global en saison régulière de 9 victoires et 3 défaites (7-1 en matchs de conférence), Tulane est éligible et accepte l'invitation pour participer au Gasparilla Bowl 2024.
Ils terminent la saison régulière classés 2e de l'American Athletic Conference derrière no 22 Army et perdent ensuite 14 à 35 la finale de conférence jouée contre cette même équipe, affichant ainsi un bilan de 9 victoires et 4 défaites avant le bowl. Avant cette finale, ils n'ont rencontré que deux équipes classées dans la Top 25 de l'AP soit contre Kansas State et Oklahoma.
À l'issue de la saison 2024 (bowl non compris), ils n'apparaissent pas dans les classements CFP, AP et Coaches.
Il s'agit de leur première participation au Gasparilla Bowl et le 16e bowl de leur histoire,.

### Gators de la Floride
Avec un bilan global en saison régulière de 7 victoires et 5 défaites (4-4 en matchs de conférence), Florida est éligible et accepte l'invitation pour participer au Gasparilla Bowl 2024.
Ils terminent la saison régulière classés 10e de la Southeastern Conference après avoir rencontré 6 équipes classée dans le Top 25 de l'AP, battant LSU et Ole Miss mais perdant contre Miami (FL), Tennessee, Georgia et Texas.
À l'issue de la saison 2024 (bowl non compris), ils n'apparaissent pas dans les classements CFP, AP et Coaches.
Il s'agit de leur première 2e participation au Gasparilla Bowl (défaite 17 à 29 contre les Knights de l'UCF en 2021) et le 48e bowl de leur histoire,.